# Миро, Луис
Луис Миро Доньяте (исп. Luis Miró Doñate; 3 марта 1913, Барселона — 1991), в некоторых источниках его называют Льюис Миро Доньяте (кат. Lluis Miró Doñate) — испанский футболист, вратарь, после окончания футбольной карьеры тренер.
Карьеру тренера начал в клубе «Реал Вальядолид» в 1953 году, через 3 года принял «Валенсию», а после работал с «Сельтой», «Севильей» и «Барселоной». Затем работал во Франции с марсельским «Олимпиком» и Италии с «Ромой». Завершил карьеру Миро в клубе «Малага».